# Steve Ralston
Steve Ralston (St. Louis, Misuri, 14 de junio de 1974) es un exfutbolista estadounidense.

## Selección nacional
Ralston ha sido internacional con la selección estadounidense de fútbol, jugó 36 partidos internacionales y ha marcado 4 goles. Debutó con la selección el 17 de enero de 1997 ante Perú. A pesar de su larga trayectoria como futbolista, nunca ha sido convocado para una Copa Mundial de la FIFA.

### Participaciones en la Copa de Oro de la Concacaf
| Copa                            | Sede                    | Resultado    |
| ------------------------------- | ----------------------- | ------------ |
| Copa de Oro de la Concacaf 2003 | Estados Unidos · México | Tercer lugar |
| Copa de Oro de la Concacaf 2005 | Estados Unidos          | Campeón      |
| Copa de Oro de la Concacaf 2007 | Estados Unidos          | Campeón      |

## Clubes profesionales
| Club                   | País           | Año         |
| ---------------------- | -------------- | ----------- |
| Tampa Bay Mutiny       | Estados Unidos | 1996 - 2001 |
| New England Revolution | Estados Unidos | 2002 - 2009 |
| AC St. Louis           | Estados Unidos | 2010        |
| New England Revolution | Estados Unidos | 2010        |

## Palmarés

### Distinciones individuales
| Distinción               | Año  |
| ------------------------ | ---- |
| Novato del año de la MLS | 1996 |
| MLS Best XI              | 1999 |
| MLS Best XI              | 2000 |
| MLS Best XI              | 2002 |